# Joanna Flatau (malarka)
Joanna Flatau (ur. w Warszawie) – polska graficzka i malarka.

## Życiorys
Urodziła się w Warszawie. Jako dziecko została uratowana z getta warszawskiego i przechowana na wsi w okolicach Piotrkowa aż do końca wojny. Ukończyła studia w Akademii Sztuk Pięknych w Warszawie u Henryka Tomaszewskiego oraz historię sztuki na Uniwersytecie Warszawskim w 1969 roku.
Przeniosła się do Paryża w grudniu 1970 roku i pracowała tam początkowo jako grafik. Od 1982 prezentuje swoje malarstwo na wielu wystawach indywidualnych i zespołowych, głównie we Francji. Jest ekspresjonistką.
Jest bohaterką  filmu "Formularz".

## Wystawy i nagrody

### Wystawy indywidualne
- 1988 - L'Espace Delpha, Paris
- 1990 - Galerie L'Oeil de Boeuf, Paris
- 1991 - Théâtre Espace, Paris
- 1991 - Galerie des Critiques d'Art Pokaz, Varsovie
- 1991 - Centaur Gallery, Londres
- 1992 - Galerie L'Oeil de Boeuf, Paris
- 1993 - L'Abbaye de Lagrasse (Aude)
- 1994 - Galerie L'Oeil de Boeuf, Paris
- 1995 - Galerie de l'Ancienne Douane, Saint-Prex (Suisse)
- 1997 - La Maison Internationale des Poètes et des Ecrivains, Saint Malo
- 1999 - Maison des Arts, Galerie Plexus, Chexbres (Suisse)
- 1999 - Centre Culturel Rachi, Paris
- 2000 - Galerie Veronique Smagghe, Paris
- 2002 - CastanGalerie Art Actuel, Perpignan
- 2002 - Galerie Idées d’Artistes, Paris
- 2003 - Galerie Geneviève Favre, Avignon
- 2004 - Galerie Idées d’Artistes, Paris
- 2007 - Espace Beaurepaire, Paris
- 2008 - Galerie Claire Corcia, Paris

### Wystawy grupowe
- 1982 - "Banque d'Images pour la Pologne", Galerie Nina Dausset, Paris et Fondation Nationale des Arts Graphiques et Plastiques, Paris
- 1982 - "Art Contemporain Polonais", Théâtre de la Madeleine, Troyes (Cahiers Bleus)
- 1982 - "Travaux sur Papier", Centre Culturel de Villeparisis (sélection Musée d’Art Moderne, Paris)
- 1983 - "Portraits d'Oiseaux", Centre Culturel de Boulogne-Billancourt (mention spéciale de Jury)
- 1983 et 1984 - Salon de Montrouge
- 1985 - "Femini Dialogue 85", Unesco, Paris
- 1988 - "Le corps, ses images", Centre Culturel de Saint-Michel-Sur-Orge
- 1988 - Biennale des Femmes, Grand Palais, Paris
- 1989 - "Bonjour Monsieur Vincent!", Hommage à Van Gogh, Galerie L'Oeil de Boeuf, Paris
- 1990 - 1-er Salon d'Art Moderne et Contemporain, CNIT (La Défense), avec Galerie Est, Paris
- 1990 - "Petits formats", Galerie L'Oeil de Boeuf, Paris
- 1993 et 1994 - Contemporaines, Grand Palais et Espace Eiffel Branly, Paris
- 1994 - Biennale Internationale du Pastel 94, Saint-Quentin
- 1995 et 1996 - Salon de Mai, Paris
- 1997 - Art Contemporain et Communication FRAME 69, Paris
- 1999 - « Biz’Art, Carte Blanche à Cérès Franco », Bures-sur-Yvette
- 2000 - « les Coups de Coeur d’Olivier Billiard », Galerie Véronique Smagghe, Paris
- 2000 - Collection Cérès Franco, Château de Belval, Miramas
- 2000 - Artistes des pays de l’Est, Galerie Mode d’Expression, Perpignan
- 2000 - « Biz’Art 2000 », Collection Cérès Franco, Bures-sur-Yvette
- 2001 - « Entre Noir et Blanc », Galerie Idées d’Artistes, Paris
- 2001 - « L’art sous pression », Collection Cérès Franco, Toulouse
- 2003 - « Entre Noir et Blanc », Galerie Idées d’Artistes, Paris
- 2003 - « Triptyque » - Galeries, Hôtel de Ville, Angers
- 2003 - 6e Forum d’Art Plastiques en Ile-de-France, « Désirs Bruts », Les Ulis
- 2004 - 3e foire d’art contemporain « Art Prague 2004 », Prague (Tchéquie)
- 2005 - « Les images débridées », Collection Cérès Franco, Carcassonne
- 2006, 2007, 2008 - Salon « Comparaisons », Grand Palais, Paris